# Carol Moseley Braun
Carol Elizabeth Moseley Braun (Chicago, 16 de agosto de 1947) é uma advogada, política e diplomata norte-americana. Filiada ao Partido Democrata, foi Senadora dos Estados Unidos pelo estado de Illinois por um mandato, de janeiro de 1993 a janeiro de 1999, sendo a primeira afro-americana a ser eleita para o cargo. Nomeada pelo Presidente Bill Clinton, foi embaixadora dos Estados Unidos na Nova Zelândia e na Samoa de 1999 a 2001.
Braun foi criada em uma família de classe média. Em 1969, graduou-se em Ciência Política pela Universidade de Illinois e, em 1972, recebeu seu Juris Doctor pela mesma instituição. Interessada em política, trabalhou em campanhas eleitorais, incluindo uma de Harold Washington. De 1973 a 1977, foi promotora no escritório do Procurador-Geral dos EUA em Chicago.
Em 1978, Braun foi eleita para a Câmara dos Representantes de Illinois. Após fracassar em sua tentativa de eleger-se Vice-Governadora de Illinois, foi eleita como Registradora de Atos do Condado de Cook, tornando-se a primeira afro-americana a ocupar um cargo executivo do Condado de Cook. Em 1992, derrotou o Senador democrata 	Alan J. Dixon na primária do partido e foi eleita Senadora em novembro daquele ano com 53 por cento dos votos.
Braun foi derrotada em sua candidatura à reeleição na eleição de novembro de 1998. Após servir como embaixadora dos governos Clinton e Bush, concorreu sem sucesso à indicação democrata para a eleição presidencial de 2004. Em 2011, concorreu à prefeitura de Chicago, sendo novamente derrotada. Paralelamente às atividades políticas, após deixar o Senado Braun lecionou Ciência Política no Morris Brown College e na Universidade De Paul e também gerenciou uma empresa de consultoria de negócios em Chicago.